# Palazzo Vecchio

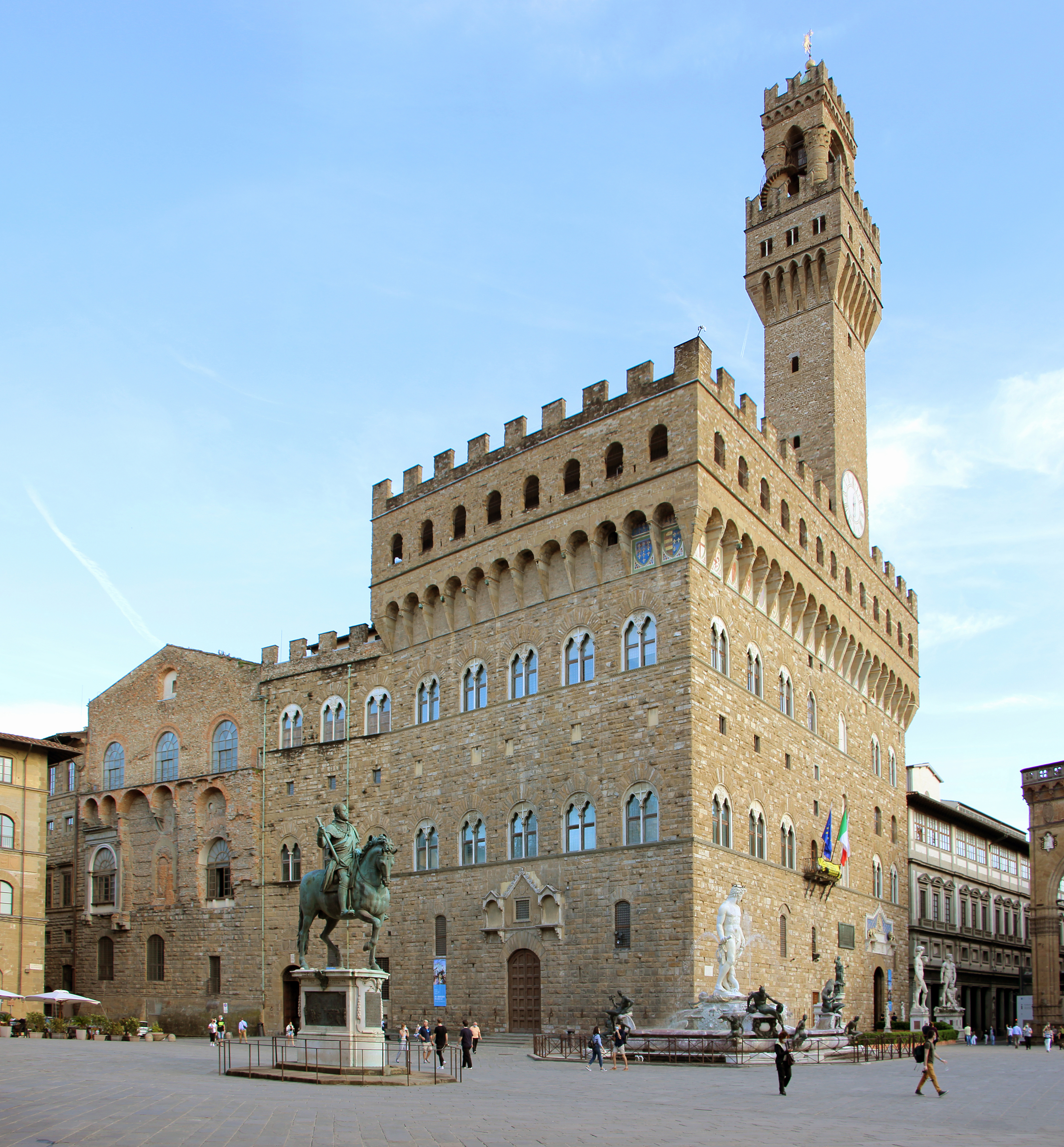
Palazzo Vecchio nhìn từ Piazza della Signoria

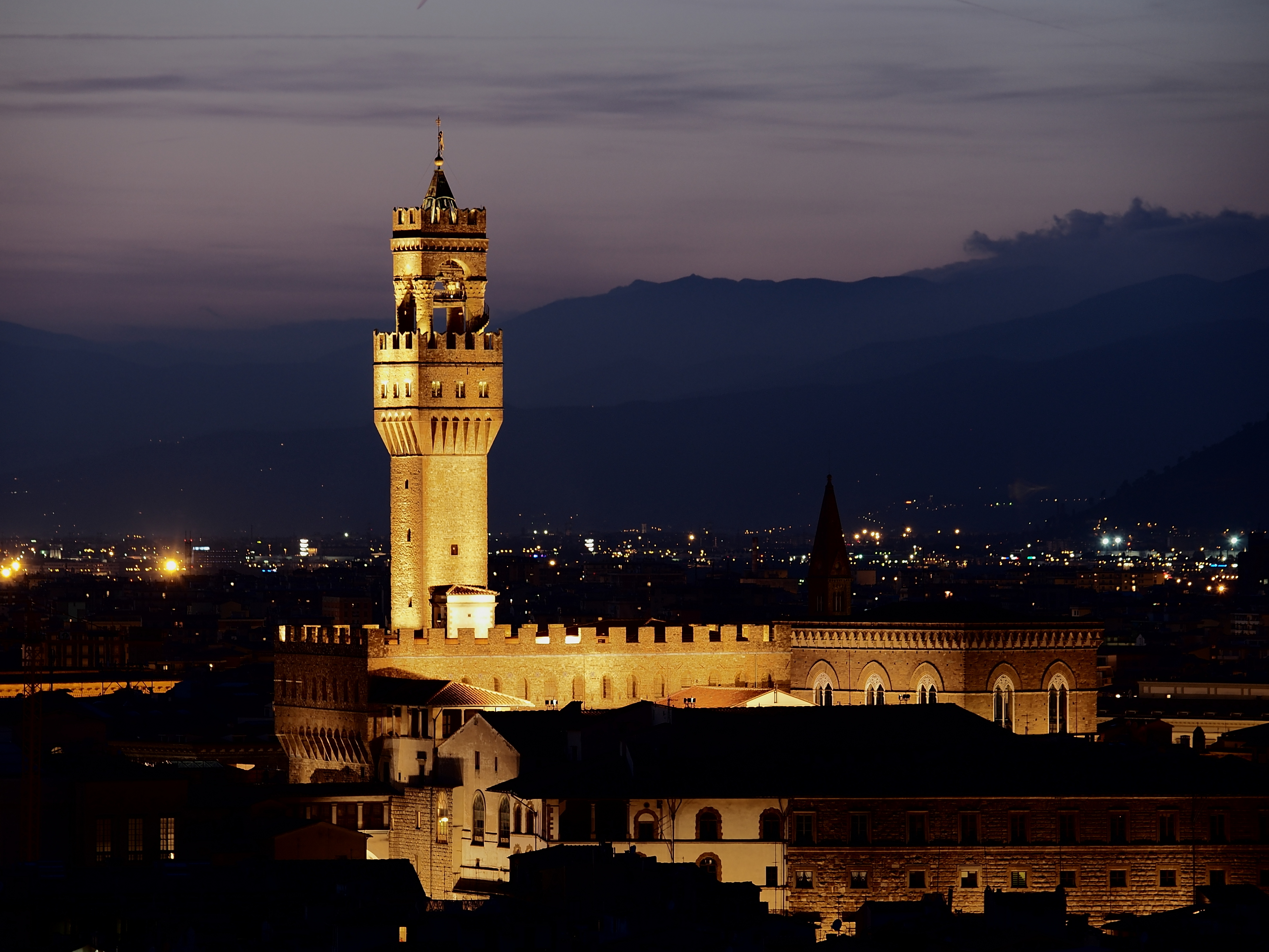
Palazzo Vecchio ban đêm.

Palazzo Vecchio (phát âm tiếng Ý: [paˈlattso ˈvɛkkjo] nghĩa là "Cung điện cổ") là tòa thị chính của Florence, Italy. Công trình đặt tại quảng trường Piazza della Signoria với bản sao tượng David của Michelangelo cùng với bộ sưu tập tượng liền kề Loggia dei Lanzi.
Ban đầu công trình được gọi là Palazzo della Signoria, lấy tên của Signoria xứ Florence, người cầm quyền của Cộng hòa Florence. Tòa nhà còn một số tên khác như: Palazzo del Popolo, Palazzo dei Priori, và Palazzo Ducale, phù hợp với việc sử dụng cung điện cho từng mục đích trong chiều dài lịch sử của mình. Công trình có được tên hiện tại khi dinh thự của công tước Medici được di chuyển ngang qua sông Arno để đến điện Palazzo Pitti.

## Lịch sử

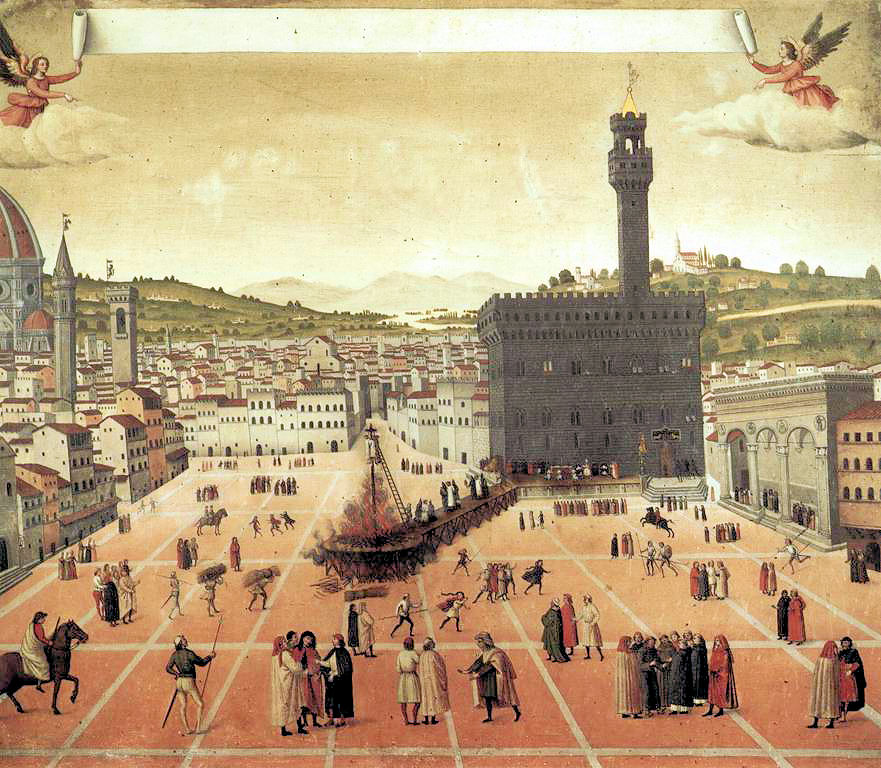
Bức tranh của Palazzo và quảng trường trong năm 1498, trong thời gian thực hiện Girolamo Savonarola

Vào năm 1299, thành phố và người dân Florence quyết định xây dựng một cung điện sẽ là xứng đáng với tầm quan trọng của thành phố, và cũng quan trọng cho ý nghĩa phòng thủ, đặc biệt trong lúc loạn thẩm phán ở các xã. Arnolfo di Cambio, chính là kiến trúc sư của Duomo và nhà thờ Santa Croce, bắt đầu xây dựng cung điện trên những tàn tích của Palazzo dei Fanti và Palazzo dell'Esecutore di Giustizia, từng thuộc sở hữu của gia đình Uberti. Giovanni Villani (1276–1348) viết trong cuốn Nuova Cronica của ông rằng gia đình Uberti là "những tên phản loạn của Florence và Ghibellines", và nói rằng cung điện được xây dựng để đảm bảo rằng dinh thự của gia đình Uberti sẽ không bao giờ được xây dựng lại trên cùng một vị trí
Khối nhà lập phương được xây bằng các khối đá đặc và nhám, với hai dãy cửa sổ kép sáng theo kiểu Gothic, mỗi cửa sổ đều có vòm hình ba lá. Vào thế kỷ 15, Michelozzo Michelozzi đã thêm các phù điêu trang trí hình thập giá và hoa lily Florence tại các mắt cửa giữa các vòm hình ba lá. Tòa nhà được dự định khánh thành với một vòng tường thành bao quanh được đỡ bởi các vòm nhỏ và rầm nhà. Dưới vòm là một loạt chín phù hiệu của nước cộng hòa Florence. Một số các vòm có thể được sử dụng như là lỗ châu mai (spiombati) để đổ dầu nóng hoặc thả đá xuống nhằm chống kẻ xâm lược.

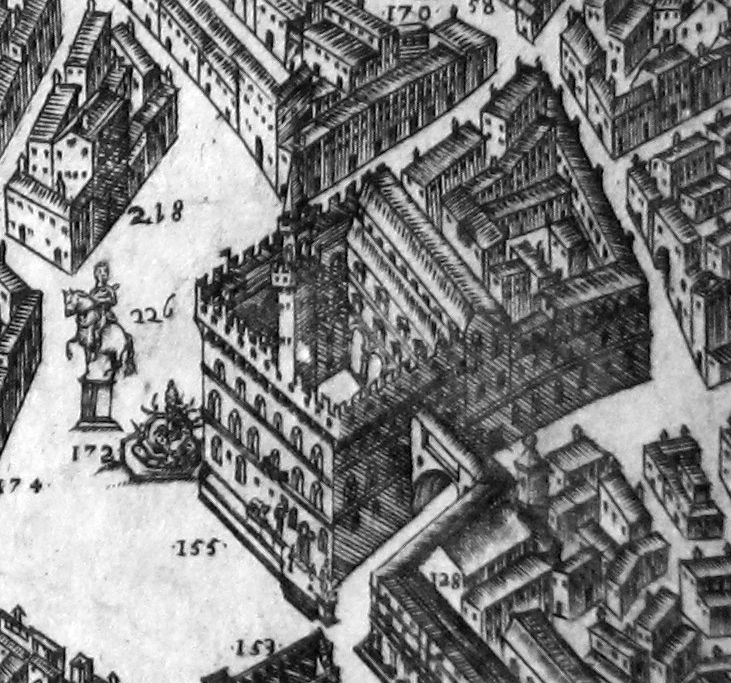
Bản đồ khắc mô tả cung điện và quảng trường với hành lang, bởi Stefano Buonsignori, 1584

Tòa nhà kiên cố, chắc chắn được tăng cường bởi một tháp đồng hồ đơn giản. Giovanni Villani viết rằng Arnolfo di Cambio đã kết hợp tháp cổ của gia đình Foraboschi (tòa tháp này sau đó được gọi là "La Vacca" hoặc "Con Bò") vào mặt tiền của tòa tháp mới làm cấu trúc phụ của nó; đây là lý do tại sao tháp hình chữ nhật (chiều cao 94 m) đặt ngay chính giữa trong công trình. Tháp này chứa hai buồng giam nhỏ, đã có lúc nơi này giam giữ Cosimo de 'Medici (Trưởng lão) (1435) và Girolamo Savonarola (1498). Tòa tháp được đặt theo tên của nhà thiết kế Torre d'Arnolfo. Chiếc đồng hồ lớn, một kim của tháp ban đầu được lắp ráp vào năm 1353 bởi Florentine Nicolò Bernardo, nhưng được thay thế vào năm 1667 với bản sao của Georg Lederle từ thị trấn Augsburg của Đức (người Ý gọi ông là Giorgio Lederle của Augusta) và được lắp đặt bởi Vincenzo Viviani.
Công tước Cosimo I de 'Medici (sau này trở thành Đại công tước) đã chuyển nơi làm việc chính thức của mình từ cung điện Medici qua Larga đến Palazzo della Signoria vào tháng 5 năm 1540, đây là dấu hiệu sự an toàn của quyền lực của gia tộc Medici tại Florence. Khi Cosimo sau đó được đưa đến Palazzo Pitti, ông chính thức đổi tên tòa nhà này thành thành Palazzo Vecchio nghĩa là "Cung điện cổ". Mặc dù ngay liền ngay bên cạnh quảng trường, Piazza della Signoria thì vẫn giữ tên ban đầu. Cosimo ủy nhiệm Giorgio Vasari xây dựng lối đi trên mặt đất, hành lang Vasari, từ Palazzo Vecchio, qua Uffizi, qua cầu Ponte Vecchio đến điện Palazzo Pitti. Cosimo I cũng chuyển ghế của chính phủ sang Uffizi.
Cung điện đã đạt được tầm quan trọng mới khi làm nơi làm việc của chính phủ lâm thời thống nhất của Ý từ năm 1865–71, tại thời điểm Florence đã trở thành thủ đô tạm thời của Vương quốc Ý. Mặc dù hầu hết các phần Palazzo Vecchio bây giờ là một bảo tàng, nó vẫn là biểu tượng và trung tâm của chính quyền địa phương; kể từ năm 1872, trụ sở của thị trưởng thành phố Florence và giờ đây là trụ sở của Hội đồng Thành phố được đặt tại đây. Tòa tháp bây giờ hiện có ba chuông; cái lâu đời nhất được đúc tận thế kỷ 13.